# Floda (Gagnef)
Floda is een plaats in de gemeente Gagnef in het landschap Dalarna en de provincie Dalarnas län in Zweden. De plaats heeft 695 inwoners (2005) en een oppervlakte van 198 hectare. Tussen 1905 en 1977 heette de plaats Dala-Floda, om verwarring met de plaats Floda in de gemeente Lerum te voorkomen.

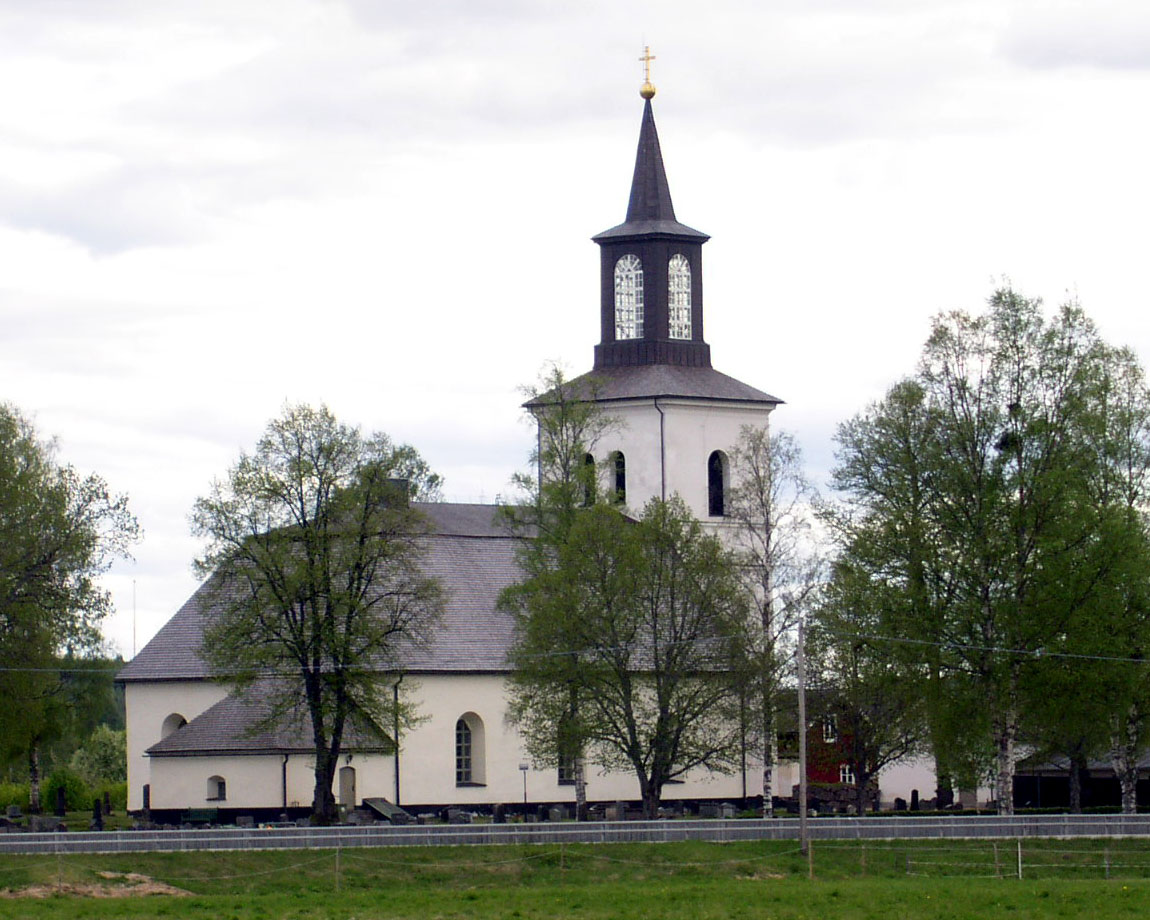
Kerk van Floda
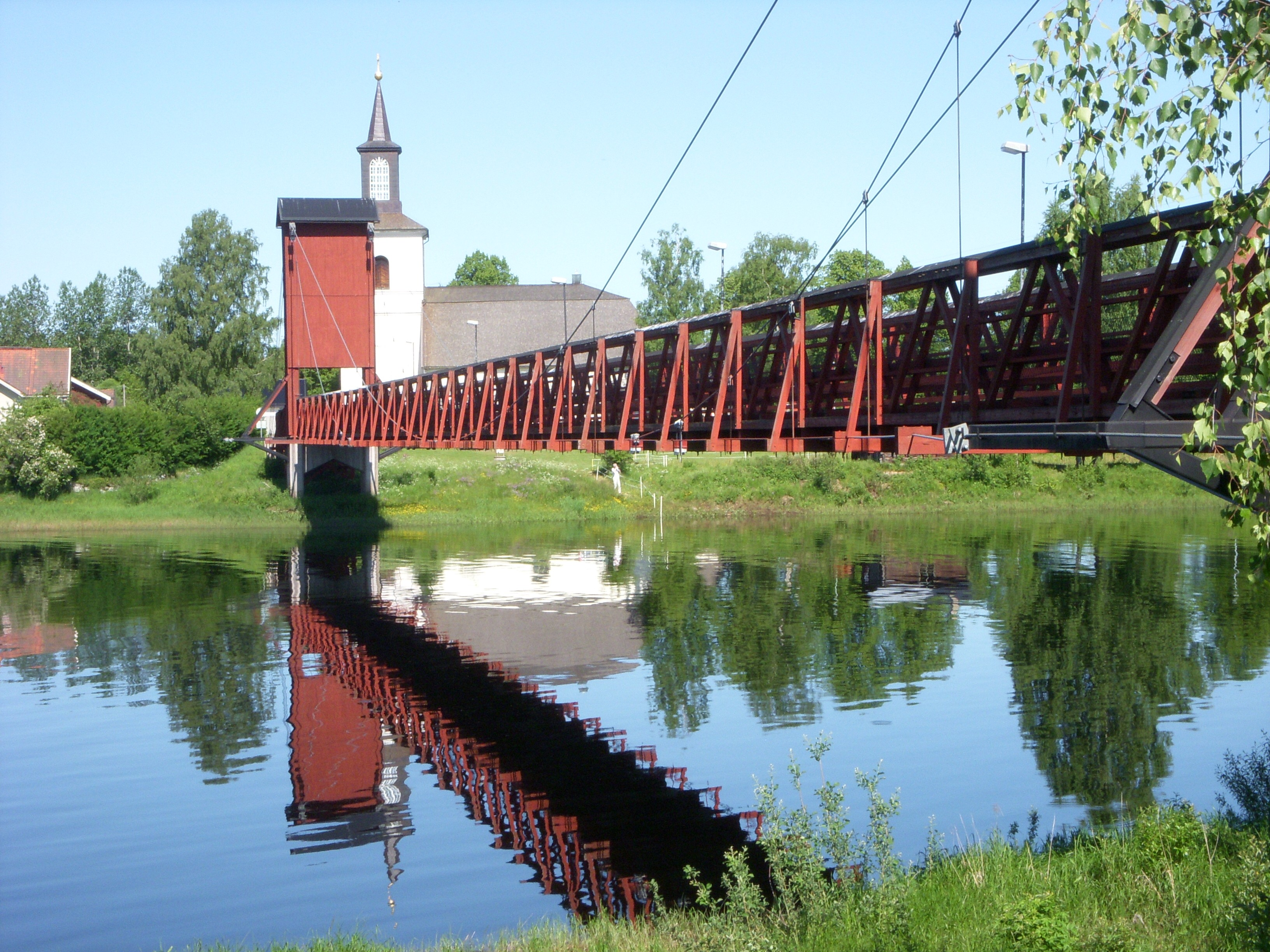
Brug bij Floda